# Pajay
Pajay là một xã thuộc tỉnh Isère trong vùng Rhône-Alpes đông nam nước Pháp. Xã này nằm ở khu vực có độ cao từ 270-410 mét trên mực nước biển. Theo điều tra dân số năm 1999 của INSEE có dân số là 796 người. Xã này cách Lyon khoảng 50 km về phía đông nam.